# 만수로 (보령 청양)
만수로(Mansu-ro, 萬壽路)는 충청남도 보령시 웅천읍 대천리삼거리와 청양군 남양면 금정삼거리를 잇는 도로이다.

## 주요 경유지
충청남도
- 보령시 (웅천읍 - 성주면 - 미산면) - 부여군 (외산면) - 청양군 (남양면)

## 노선
| 이름            | 접속 노선                               | 소재지 | 소재지 | 비고                 |
| --------------- | --------------------------------------- | ------ | ------ | -------------------- |
| 대천리삼거리    | 국도 제21호선 지방도 제606호선 (충서로) | 보령시 | 웅천읍 |                      |
| 구웅천교 수부교 |                                         | 보령시 | 웅천읍 |                      |
| 개화삼거리      | 국도 제40호선 (성주산로)                | 보령시 | 성주면 | 국도 제40호선과 중복 |
| 개화교          |                                         | 보령시 | 성주면 | 국도 제40호선과 중복 |
|                 | 미산면                                  | 보령시 |        | 국도 제40호선과 중복 |
| 도화담삼거리    | 지방도 제617호선 (판미로)               | 보령시 |        | 국도 제40호선과 중복 |
| 수리바위삼거리  | 외산로                                  | 부여군 | 외산면 | 국도 제40호선과 중복 |
| 외산사거리      | 국도 제40호선 (성충로)                  | 부여군 | 외산면 |                      |
| 임수대교        |                                         | 부여군 | 외산면 |                      |
| 윗장터삼거리    | 외산로                                  | 부여군 | 외산면 |                      |
| 장항교          |                                         | 부여군 | 외산면 |                      |
| 노루목고개      |                                         | 부여군 | 외산면 |                      |
| 수신교          |                                         | 부여군 | 외산면 |                      |
| 반고개          |                                         | 부여군 | 외산면 |                      |
| 금천교          |                                         | 청양군 | 남양면 |                      |
| 남양사거리      | 지방도 제610호선 (구용길)               | 청양군 | 남양면 |                      |
| 금정교          |                                         | 청양군 | 남양면 |                      |
| 금정삼거리      | 국도 제29호선 (충절로)                  | 청양군 | 남양면 |                      |